# Sutton (Cheshire East)
Pour les articles homonymes, voir Sutton.
 (mars 2025).
Si vous disposez d'ouvrages ou d'articles de référence ou si vous connaissez des sites web de qualité traitant du thème abordé ici, merci de compléter l'article en donnant les références utiles à sa vérifiabilité et en les liant à la section « Notes et références ».
Sutton est une paroisse civile d'Angleterre, au Royaume-Uni, située dans le district de Cheshire East, comté du Cheshire. Il comprend Sutton Lane Ends, Gurnett, Langley, Lyme Green et Oakgrove.